# Je t'aime je t'aime
Ne pas confondre avec le film Je t'aime, je t'aime
Singles de Tommy february6
Bloomin'!
(2002) Love is forever
(2003)
Je t'aime je t'aime (orthographié sur l'album Je t'aime ★ je t'aime) est le 4e single de Tommy february6 sorti le 6 février 2003 au Japon. Il atteint la 5e place du classement de l'Oricon. Il se vend à 44 594 exemplaires la première semaine et reste classé pendant 14 semaines pour un total de 145 826 exemplaires vendus. Je t'aime je t'aime se trouve sur l'album Tommy airline* et sur la compilation Strawberry Cream Soda Pop "Daydream".
Toutes les paroles sont écrites par Tommy february6, toute la musique est composée par Malibu Convertible.
| 1. | Je t'aime je t'aime                                        |  |
| 2. | I'm in the mood for dancing (reprise du groupe The Nolans) |  |
| 3. | Je t'aime je t'aime (Extended Ver.)                        |  |
| 4. | Je t'aime je t'aime (Original Instrumental)                |  |